# مهرداد پولادی
مهرداد پولادی (زاده ۷ اسفند ۱۳۶۵ در کرج) بازیکن سابق فوتبال اهل ایران است.

## دوران باشگاهی
وی سابقه بازی در تیم‌های پیکان، استقلال تهران و تراکتورسازی تبریز و مس کرمان، پرسپولیس، الشحانیه و الخریطیات قطر را دارد.

## کارت پایان خدمت جعلی
کارت پایان خدمت سربازی وی در جریان جنجال کارت معافیت بازیکنان فوتبال باطل و وی از حضور در تیم ملی منع شد. پس از اتمام اردوی پرتغال تیم ملی فوتبال در مهر ۱۳۹۳، مهرداد پولادی از بازگشت به ایران به همراه سایر ملی‌پوشان خودداری کرد و به کشور قطر رفته و مسئولان باشگاه فوتبال پرسپولیس را در تنگنا قرار داد که اجازه‌نامه انتقال وی به تیم الشحانیه این کشور را صادر کنند. وی ۳ سال در این تیم فوتبال بازی می‌کرد.

### دوران ملی

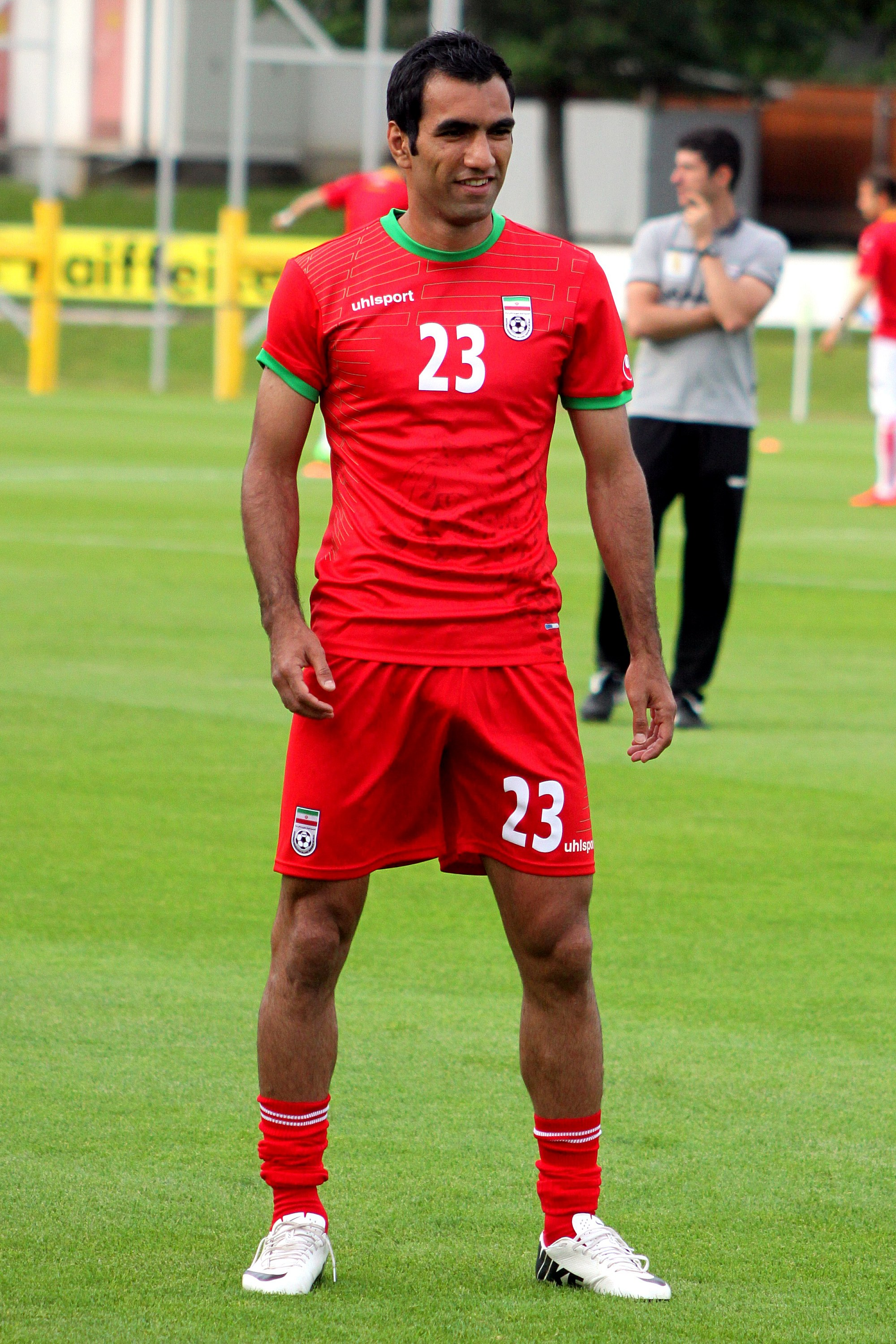
مهرداد پولادی در تمرین برای بازی با تیم مونته‌نگرو ۲۰۱۴

پولادی در بازی‌های آسیایی ۲۰۰۶، عضو تیم ملی فوتبال زیر ۲۱ سال ایران بود. حضور مستمر او در تیم ملی ایران از بازی‌های مقدماتی جام جهانی ۲۰۱۴ شروع شد و سرمربی تیم ملی ایران - کارلوس کیروش - اعتقاد خاصی به وی داشت و تا قبل مصدومیت‌های پی‌درپی او از جمله اعضای ثابت تیم ملی بود. سرانجام در آستانهٔ جام جهانی ۲۰۱۴، در حالی که مصدومیت مهرداد تازه درمان شده‌بود، بار دیگر به تیم ملی ایران به سرمربی گری کارلوس کی‌روش پیوست و او در هر سه بازی مرحله گروهی تیم ملی ایران در جام جهانی ۲۰۱۴ برزیل به‌طور ثابت حضور یافت و پس از جام جهانی ، از جمله بازیکنان  تیم فوتبال ایران در جام ملت های آسیا ۲۰۱۵  بود.
باز شدن مجدد پرونده کارت جعلی معافیت
پس از حذف ایران در جام ملت‌های آسیا ۲۰۱۵ ، مهرداد پولادی به همراه تیم ملی ایران به ایران بازنگشت (وی که پیشتر و در زمانی که در تیم پرسپولیس تهران بود سعی کرده بود که با کارت معافیت جعلی از سربازی معاف شود؛) ولی با لو رفتن مجدد جنجال سربازی بازیکنان فوتبال در ایران و ماجرای سربازی به جای برگشتن به ایران مستقیم به قطر رفت و مشغول به مسابقه در الشحانیه قطر شد.

## افتخارات
استقلال تهران
- لیگ برتر خلیج فارس: ۸۸–۱۳۸۷

- جام حذفی ایران: ۸۷–۱۳۸۶